# 大久保三郎 (植物学者)
大久保 三郎（おおくぼ さぶろう、1857年6月14日（安政4年5月23日） - 1914年（大正3年）5月23日）は、日本の植物学者である。子爵・大久保一翁の子。

## 略歴
幕臣で後に東京府知事・子爵となった大久保一翁の息子として生まれた。1871年（明治4年）にアメリカ合衆国のミシガン大学に留学し、植物学を学んだ。1876年（明治9年）にはイギリスに渡った。帰国後の1878年（明治11年）に内務省に務めた後、東京大学御用掛、小石川植物園の植物取調に任じられた。伊豆諸島、小笠原諸島の植物相の研究を行った。1883年（明治16年）助教授に昇進し、矢田部良吉を補佐し、標本施設拡充に貢献した。1887年（明治20年）にも伊豆諸島を調査した。1889年（明治22年）に『植物学雑誌』に牧野富太郎と連名でヤマトグサを日本で初めて学名をつけて発表した。1895年（明治28年）三好学がドイツ留学から帰国すると、大学を非職となり、高等師範学校の教授となるが、以後中学用の植物学教科書の編集を行う以外に、植物学の研究論文などを書くことはなかった。墓所は豊島区本妙寺。

## 人物
- シダ類のオオクボシダは大久保三郎に因んで命名された。
- 著作に、初心者向けの植物学用語辞書『植物学字彙』（1891年（明治24年）、斎田功太郎、染谷徳五郎と共著）がある。
- 常陸丸事件の際に軍旗を焼却した陸軍少尉・大久保正は長男。
- 1916年に次男大久保永（海軍主計大佐）によって寄贈され筑波大学附属図書館に所蔵されている「大久保文庫」[1]（143冊）の大半は植物学に関するものである。

## 栄典
- 1891年（明治24年）12月21日 - 従七位[2]